# Opiekun medyczny
Opiekun medyczny – osoba zajmująca się zawodowo zaspokajaniem potrzeb bio-psycho-społecznych chorych.
Zawód jest zawodem medycznym, wpisany do klasyfikacji zawodów i specjalności pod numerem 532102.

## Kształcenie opiekunów medycznych
Od 2007 roku do końca sierpnia 2021 roku kształcenie odbywało się w dwóch formach:
1. Szkoła policealna
2. Kwalifikacyjny Kurs Zawodowy

Nauka trwała 1 rok (2 semestry), najczęściej prowadzona była w systemie zaocznym.
Od września 2021 roku nauka odbywa się w systemie dziennym lub stacjonarnym przez 1,5 roku (3 semestry), wyłącznie w szkołach policealnych.
Kształcenie kończy się egzaminem zawodowym organizowanym przez Okręgowe Komisje Egzaminacyjne. Osoby które zdadzą egzamin otrzymują dyplom potwierdzający kwalifikacje w zawodzie opiekuna medycznego (wyłącznie dla osób ze średnim lub wyższym wykształceniem) lub świadectwo potwierdzające kwalifikacje w zawodzie opiekuna medycznego.

## Kwalifikacje zawodowe
Osoby wykonujące zawód opiekuna medycznego są włączone w system opieki zdrowotnej w Polsce, a ich zawód polega na pielęgnacji i zaspokajaniu podstawowych potrzeb pacjenta. Ponieważ opiekunowie medyczni stykają się w swojej pracy zawodowej bezpośrednio z pacjentami, odgrywają ważną rolę w systemie ochrony zdrowia jak również i w systemie opieki społecznej. Zakres kompetencji opiekuna medycznego określa Rozporządzenie Ministra Edukacji Narodowej z dnia 7 lutego 2012 r. w sprawie ramowych planów nauczania w szkołach publicznych. Aby zdobyć kwalifikacje zawodowe należy ukończyć roczną szkołę policealną lub też kwalifikacyjny kurs zawodowy i zdać egzamin zawodowy prowadzony przez Centralną Komisję Egzaminacyjną.

## Organizacje zawodowe
Ogólnopolskie Stowarzyszenie Opiekunów Medycznych.